# Klytron

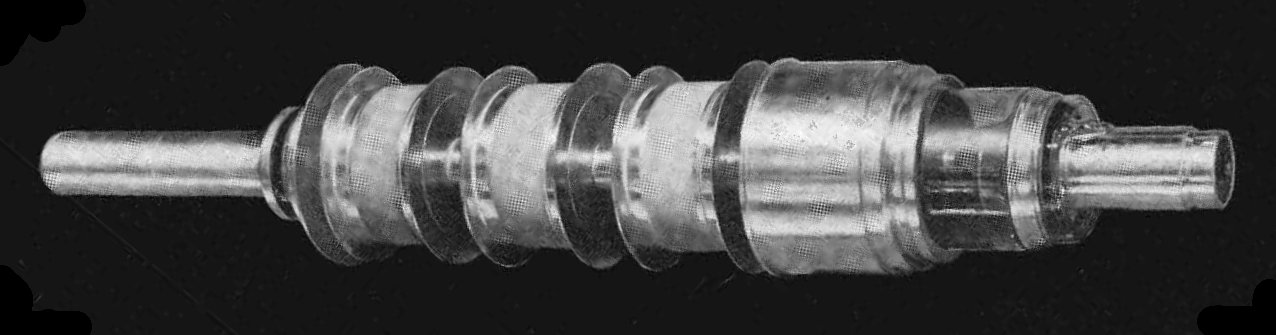
Ống klytron khoảng 5 kW được sử dụng làm bộ khuếch đại công suất trong máy phát truyền hình UHF vào năm 1952. Khi được lắp đặt, ống sẽ xuyên qua các lỗ ở trung tâm của bộ cộng hưởng khoang, với các cạnh của khoang tiếp xúc với các vòng kim loại trên ống.

Klytron là một đèn điện tử chân không chùm tia chuyên dụng, được phát minh vào năm 1937 bởi các kỹ sư điện người Mỹ Russell và Sigurd Varian, được sử dụng làm khuếch đại điện tử cho tần số vô tuyến cao, từ UHF cho đến phạm vi - vi ba.
Các klytron công suất thấp được sử dụng làm bộ tạo dao động trong các liên kết truyền thông rơle vi sóng trên mặt đất, trong khi các klytron công suất cao được sử dụng làm ống đầu ra trong các máy phát truyền hình, vệ tinh thông tin, máy phát radar và để tạo ra công suất ổ đĩa cho máy gia tốc hạt hiện đại.
Trong một klytron, một chùm điện tử tương tác với sóng vô tuyến khi nó đi qua các khoang cộng hưởng. Tia điện tử đầu tiên đi qua đến một khoang để tín hiệu đầu vào được áp dụng. Năng lượng của chùm điện tử khuếch đại tín hiệu và tín hiệu khuếch đại được lấy từ một hốc ở đầu kia của ống dẫn. Dấu hiệu đầu ra có thể được ghép trở lại vào khoang đầu vào để tạo ra một dao động điện tử và để tạo ra sóng vô tuyến. Độ khuếch đại của các klytron có thể cao, 60 dB (một triệu) trở lên, với công suất đầu ra lên tới hàng chục các megawatt, nhưng băng thông hẹp, thường là vài phần trăm mặc dù nó có thể lên tới 10% trong một số thiết bị.
Klytron phản xạ là một loại lỗi thời trong đó, chùm điện tử được phản xạ trở lại dọc theo đường đi của nó bằng một điện cực tiềm năng cao, được sử dụng làm bộ tạo dao động.
Tên klytron xuất phát từ động từ chữ Hy Lạp κλύζω (klyzo) đề cập đến hành động của sóng đập vào bờ và hậu tố -τρον ("tron") có nghĩa là nơi xảy ra hành động. Tên "klytron" được đề xuất bởi Hermann Fränkel, giáo sư khoa kinh điển tại Đại học Stanford khi klytron đang được phát triển.